# Daorson
Daorson (grško: Δαορσών [Daorson]), glavno mesto heleniziranegailirskega plemena  Daorsov, ki so od leta 300  do leta 50 pr. n. št. naseljevali dolino reke Neretve.  Ostanki obzidja antičnega Daorsona so v bližini naselja Oršanići pri Stolcu v Bosni in Hercegovini.

## Zgodovina
Mesto je bilo zgrajeno okoli osrednje utrdbe – akropole in obdano z mogočnim obzidjem, zgrajenim iz velikih kamnitih blokov brez veziva, podobih tistim v Mikenah. V akropoli so bile vse pomembne upravne, javne in verske zgradbe. Obrambno obzidje se je raztezalo od jugozahoda proti severovzhodu. Dolgo je bilo 65 m, široko 4,2 m in visoko od 4,5 do 7,5 m. Na obeh koncih obzidja sta bila stolpa in vrata. Daorsi so uporabljali grški jezik in imeli tesne trgovske stike z Grki. 
V mestu so našli številne amfore za vino in nekaj fragmentov keramike. Najpomembnejša najdba je bila bronasta čelada, okrašena z nizom grških mitoloških podob, vključno z Afrodito, Niko, Heli, Dionizom, muzami in Pegazom. Napis na njej  je podoben napisu na čeladi, ki so jo našli v Makedoniji. Našli so tudi ostanke granitnega kipa Kadma in Harmonije. Na kipu je ilirski relief s trinajstimi kačami in petimi pari orlovskih kril. 
V manjši zgradbi so odkrili kovnico denarja in 39 različnih kovancev. Na 29 kovancih je bila podoba kralja Balaja, ki je vladal po letu 168 pr. n. št.. Na devetih kovancih je bil grški napis DAORSON in podoba ladje. Lasten denar je bil za Daorse velikega pomena, ker jim je dajal neodvisnost in omogočal poslovne, kulturne in trgovske stike z drugimi plemeni
Ko so Daorse napadli Dalmati, so se pridružili Issi (Vis) in prosili za pomoč Rimsko republiko. V tretji ilirski vojni so zapustili Gencijevega polbrata Karavancija in se s svojim močnim ladjevjem pridružili Rimljanom. Po vojni so zato od Rimljanov dobili posebne pravice.